# Lava Records
Lava Records es una compañía discográfica estadounidense establecida en 1995 como una subsidiaria de Atlantic Records.

## Lista de artistas
Algunos artistas y grupos que pertenecen actualmente a Lava son:
- Antigone Rising
- Authority Zero
- Andy Black
- Black Veil Brides
- Blue Man Group
- Cold
- Embrace
- Greta Van Fleet
- Hot Action Cop
- The John Butler Trio
- Kid Rock
- Lorde
- Nonpoint
- O. A. R.
- Porcupine Tree
- Simple Plan
- Skillet
- Skindred
- Smile Empty Soul
- The Click Five
- The Royal Concept
- Toby Lightman
- Trans-Siberian Orchestra
- Trishelle Cannatella
- Uncle Kracker
- Unwritten Law
- Vanessa Williams
- Vaux
- The Warning

- Datos: Q2002177